# Josyane De Jesus-Bergey
Josyane De Jesus-Bergey, nascida em La Rochelle (Charente-Maritime) em 1941, é uma poetisa franco-portuguesa. 

## Biografia
Aposentada da função pública, Josyane De Jesus-Bergey é vice-presidente da LarochellIvre,, associação regida pela lei de 1901, que organiza encontros literários em Charente-Maritime, assim como durante o “Printemps des Poètes” e durante o Salão do livro da poesia em La Rochelle. Próxima de Jean Bouhier, poeta que fundou em 1941, junto com Pierre Penon, o movimento poético da “l´Ecole de Rochefort”, Josyane De Jesus-Bergey esteve na origem da criação do sítio comemorativo desta escola, em 1994, na localidade de Vesdun (Cher), na « Forêt des Mille Poètes » , onde 85 nações são representadas por um carvalho, e onde cada carvalho plantado é dedicado a um criador. Fazem parte desta escola, entre outros: Jean Bouhier, Jean Rousselot, René-Guy Cadou, Michel Manoll, Marcel Bealu, Luc Bérimont, Guillevic, Roger Toulouse, Jean Follain 
Muito ligada ao mundo mediterrânico, vários poemas de Josyane De Jesus-Bergey são consagrados a autores do mundo árabe, tais como o palestiniano Mahmoud Darwish e o argelino Mohamed Dib
Vários textos seus estão traduzidos em espanhol, por Angela Serna, e em português, por Rute Motta.
Josyane De Jesus-Bergey participou em encontros e festivais, como :
- 2005 : Voix de la Méditerranée, festival de poesia de Lodève [4]
- 2006 : “Printemps des Poètes”, em Lodève
- Maio de 2008 : Vitoria-Gasteitz [5] (Espanha)
- Junho de 2008 : recital de poesia na Tunísia (poesia, pintura e tradução) organizado pelo Centre National de Traduction (Universidade de Tunis)